# Humana Building
Humana Building, aussi connu sous le nom de Humana Tower, est un gratte-ciel situé dans le Downtown Louisville, quartier d'affaires de la ville de Louisville, dans l'État du Kentucky, États-Unis. Il est localisé au 500 West Main Street. Celui-ci est haut de 127 mètres, et compte 27 étages.
L'architecte à l'origine du projet est Michael Graves.
La construction de ce gratte-ciel a débuté en octobre 1982 et s'est achevée en mai 1985, et ce dernier appartient à l'entreprise Humana.
Chaque côté du bâtiment est conçu légèrement différemment, jusqu'à un style pyramidal en pente pour les quelques étages supérieurs. Le bâtiment est également connu pour sa construction extérieure en granit rose plat. La loggia de la façade nord est respectueuse de l'architecture plus ancienne du centre-ville, affleurant les vitrines originales de la rue Main. La partie avant en plein air de la loggia contient une grande fontaine. La grande partie incurvée vers le haut du bâtiment est une plate-forme d'observation en plein air. Le point le plus à l'extérieur du cercle permet à quelques personnes à la fois d'être entourées de verre, ce qui permet une vue sur la rivière Ohio et la rue Main. La plate-forme d'observation n'est pas ouverte au public depuis les attentats terroristes du 11 septembre 2001.